# Erebus-Gletscherzunge
Die Erebus-Gletscherzunge (englisch Erebus Glacier Tongue) im antarktischen Rossmeer ist die Verlängerung des Erebus-Gletschers auf der Ross-Insel. Die Gletscherzunge beginnt am nordwestlichen Ende der Hut-Point-Halbinsel, wo der Erebus-Gletscher, der den südlichen Hang des Mount Erebus herabfließt, das Meer erreicht, und erstreckt sich in westlicher Richtung mehrere Kilometer in die Erebus Bay.
Benannt ist die Gletscherzunge nach dem Erebus-Gletscher am Mount Erebus, der nach dem Schiff Erebus des britischen Polarforschers James Clark Ross (1800–1862) benannt ist.

## Einzelnachweise

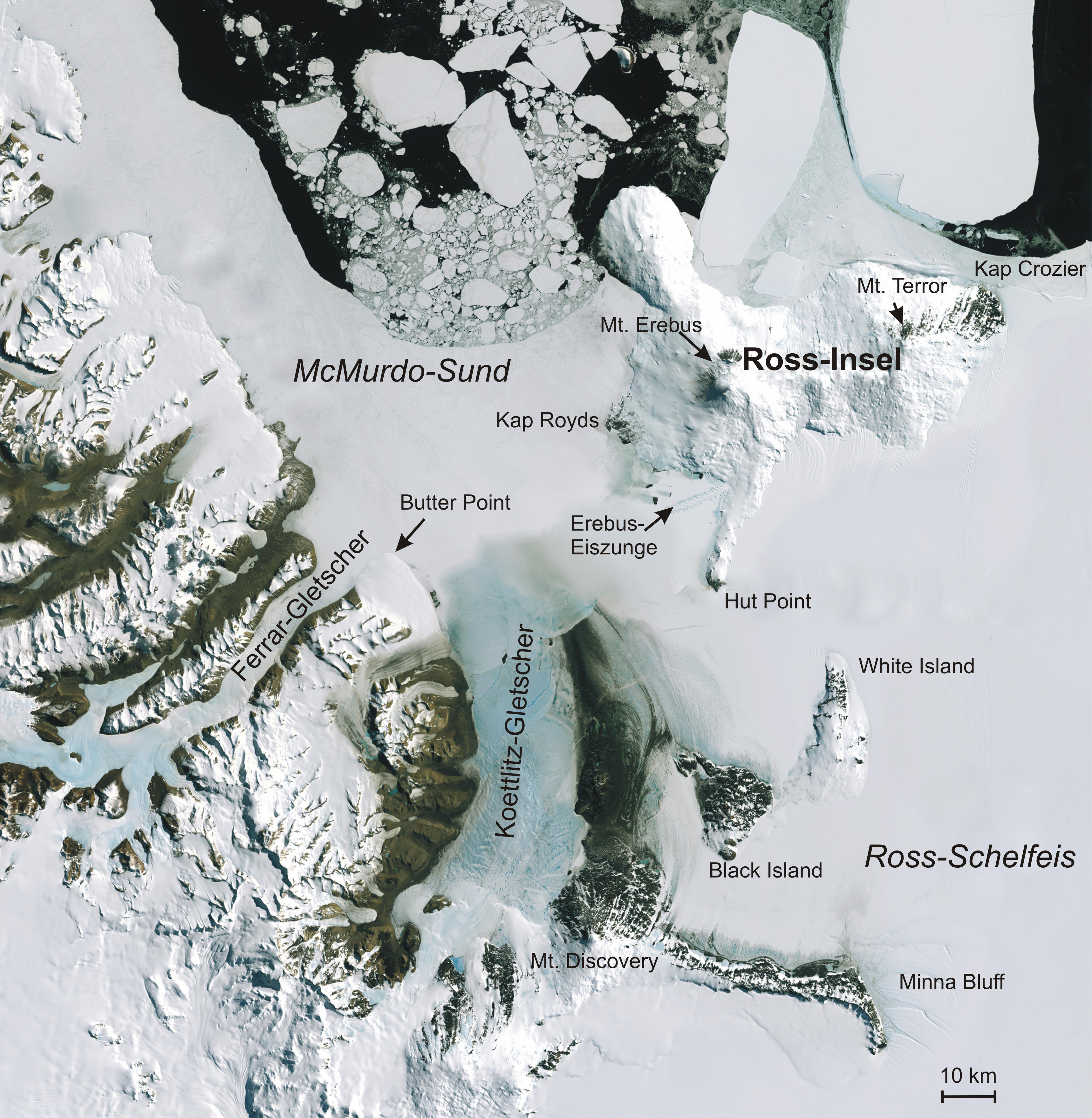
Satellitenbild des Gebiets mit Beschriftung
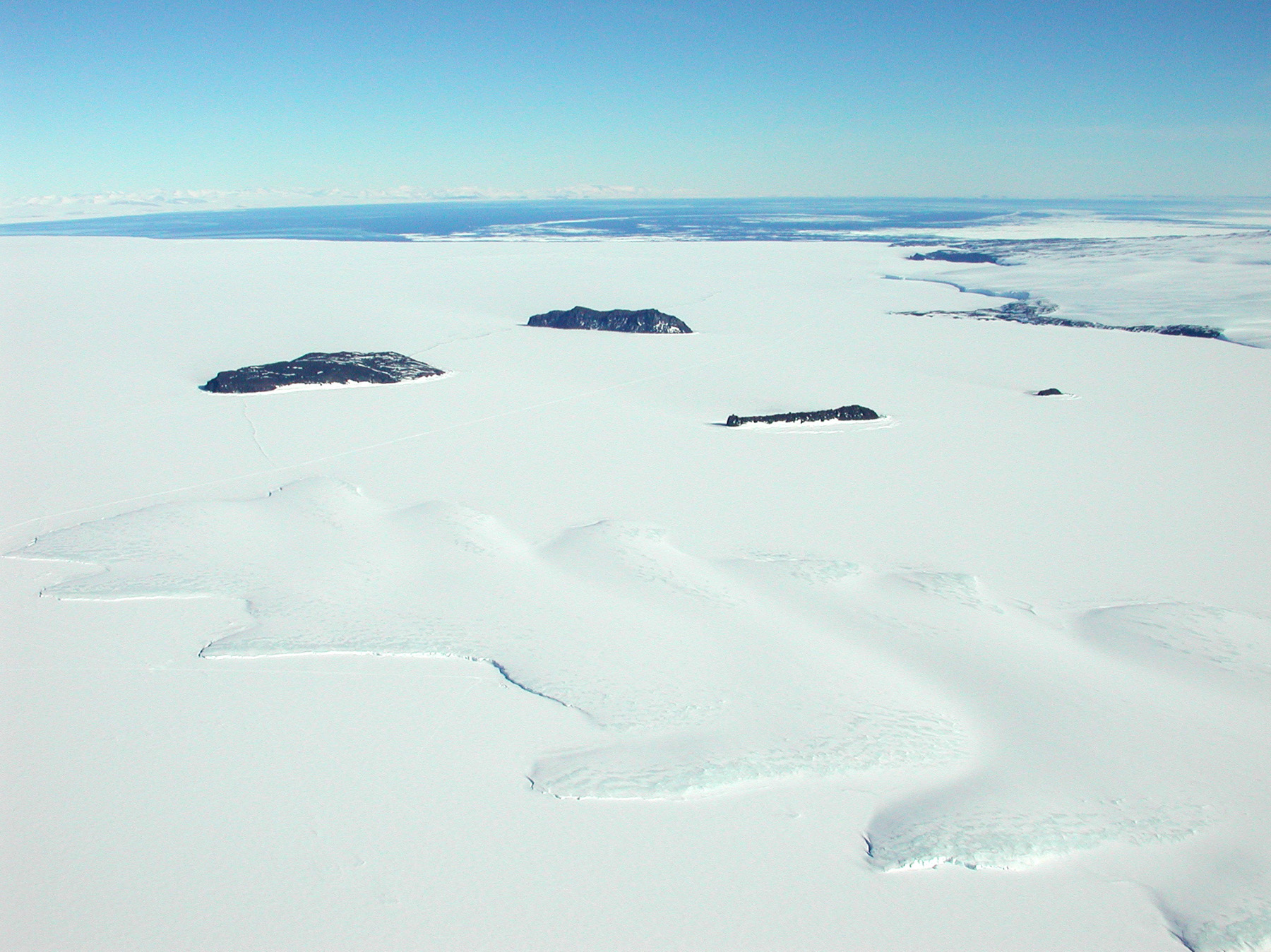
Die Erebus-Gletscherzunge in der zugefrorenen Erebus Bay mit den Dellbridge-Inseln (Mitte) und Kap Evans (rechts oben)